# 콜추가 패시브 레이더

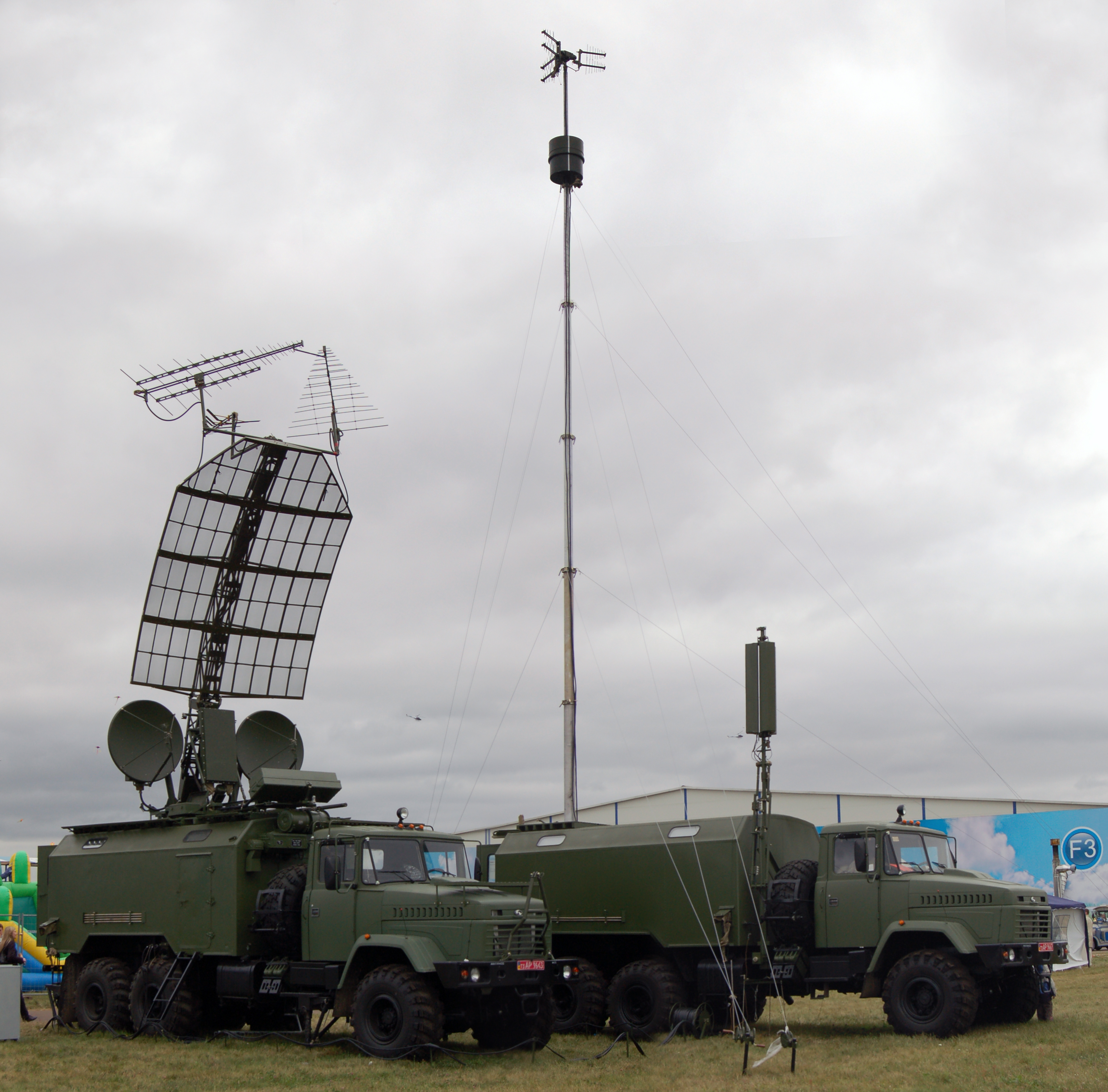
러시아 MAKS 에어쇼 2009에 전시된 콜추가 패시브 레이다

콜추가 패시브 레이다는 러시아에서 개발되어 우크라이나에서 생산하는 패시브 레이다이다.

## 역사
체코의 베라 레이다를 러시아가 수입해 국산화 한 것이다.
- 코파츠 레이더, 체코의 1세대 패시브 레이더, 1963년 출시
- 라모나 레이더, 체코의 2세대 패시브 레이더
- 타마라 레이다, 체코의 3세대 패시브 레이더
- 베라 레이다, 체코의 4세대 패시브 레이더

대량생산은 1987년에 시작했다. 1992년 1월 1일 현재 44대를 생산했으며, 14대가 우크라이나에 있다.
2019년 1월 20일, 우크라이나 언론은 이스라엘, 사우디아라비아에 콜추가가 수출되었다고 보도했다.

## 성능
콜추가는 800 km 범위 내에 130 Mhz부터 18 Ghz의 전파를 송신하는 물체를 탐지해서 그 GPS 위치를 표시한다. 3~4곳에 레이다를 설치하여, TDOA(Time Difference of Arrival) 방식으로, 전파를 송신하는 목표물의 위치를 정확하게 찾아낸다.
미국의 스텔스 전투기인 F-22의 AN/APG-77 레이다, F-35의 AN/APG-81 레이다는 X 밴드(8-12 GHz), 스텔스 폭격기 B-2 스피릿의 AN/APQ-181 레이다는 Ku 밴드(12–18 GHz)의 강력한 주파수를 송신하는데, 모두 콜추가에 탐지된다.
800 km 탐지거리를 달성한 것은 우크라이나 콜추가가 유일하다. 미국 AWACS는 600 km, 체코 베라 레이다, 러시아 베가 레이다는 탐지거리가 400 km에 불과하다.
우크라이나 콜추가 레이다는 최저 130 Mhz 전파까지 탐지한다. 미국 AWACS는 2,000 MHz, 체코 베라 레이다는 850MHz, 러시아 베가 레이다는 200MHz가 최저 탐지범위이다.

## 레이저포
콜추가 시스템은 패시브 레이다 트럭 3대, 지휘통제 트럭 1대, 레이저포로 구성되어 있다. 레이다 트럭 3대는 60 km 거리를 두어 배치된다.
1990년대 초반 구 소련 연방 붕괴 직전 우크라이나와 소련 과학자가 공동으로 개발했다. 주인은 소련 연방이었고, 연구단위와 생산공장이 우크라이나에 있었다. 당시 소련은 전술핵 무기를 아군이 실수로 잘못 발사했을 때 이를 요격하려고 이 시스템을 만들었다.

## F-117 요격

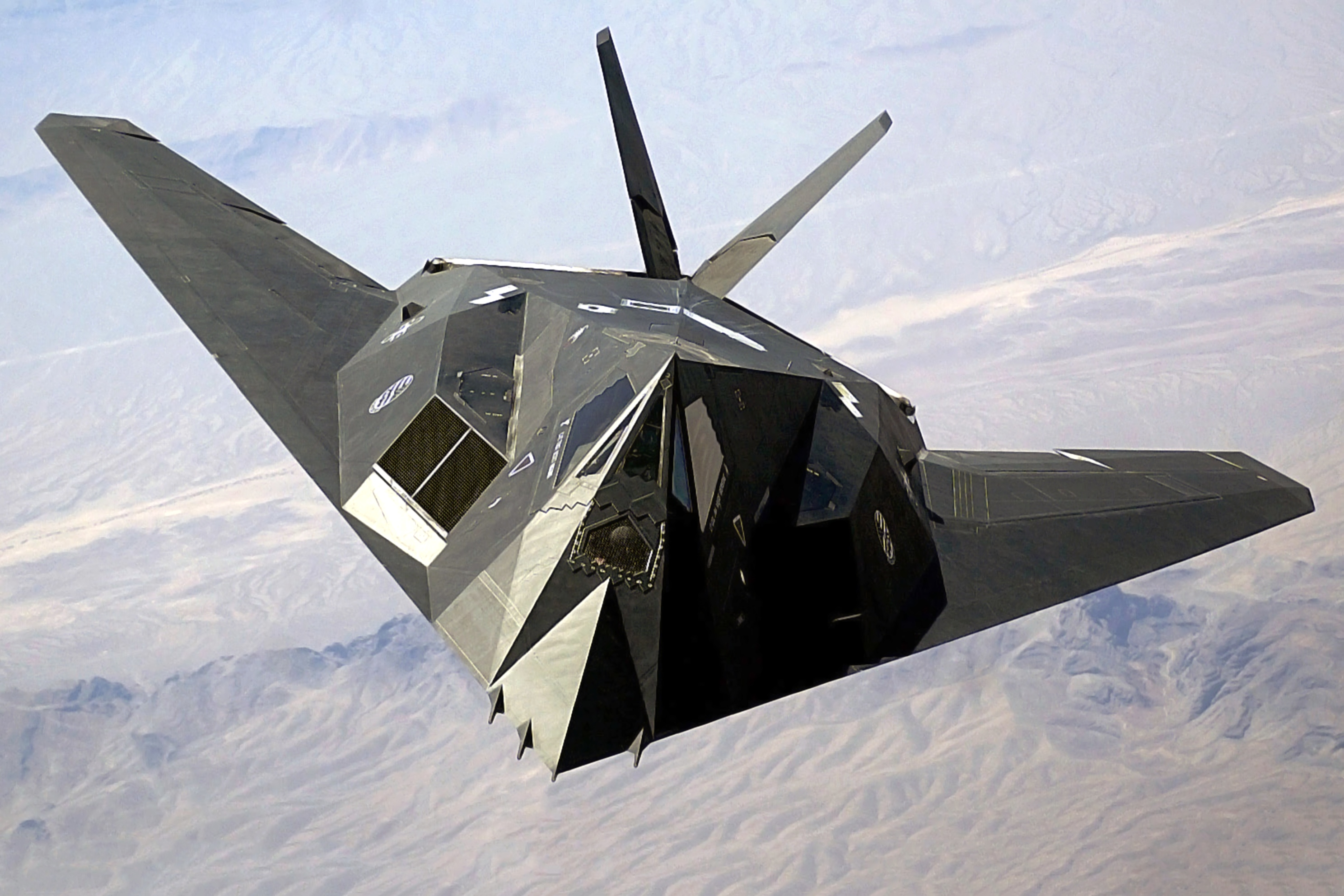
1999년 콜추가에 요격된 F-117 나이트호크 스텔스 폭격기

1999년 3월 27일, 유고 공습에서 미국 F-117 스텔스 폭격기가 콜추가 시스템에 요격되었다. 탈출한 조종사는 구조되었다. en:1999 F-117A shootdown 참조.

## 단점
항공기, 미사일이 일체 전파 송신을 하지 않는 경우에는 콜추가 레이다에 탐지되지 않는다. 그러나 요즘 항공기, 미사일은 레이다 고도계, 도플러 레이다, 통신, 사격통제레이다, 피아식별장치 등 수많은 데이터를 전파로 주고받는다.

## 수출
우크라이나는 인도의 소드피시 장거리 추적 레이다에 대응하려는 파키스탄에 콜추가를 판매하려고 했다.
2006년 이란에 콜추가 수출 계약이 체결되었다는 미확인 정보가 있었으나, 우크라이나 정부는 이를 공식 부인했다.

### 대한민국
김정은이 돌연 모스크바의 제2차 세계대전 승전 기념식 참석을 취소한 진짜 이유는 콜추가 패시브 레이다와 레이저빔무기 설계도면이 러시아의 감독 부주의로 최근 우크라이나를 통해 한국으로 유출됐기 때문으로 알려졌다. 국방과학연구소, 삼성탈레스, LIG넥스원 등 3군데 연구소에서 연구중인데, LIG 넥스원이 국가 연구개발 과제를 받아 러시아, 인도 등의 관련분야 엔지니어들을 고용하여 가장 적극적으로 연구중이라고 모스크바의 대북소식통들이 전했다.

## 제원
- 작동방식: 수동식. 일반 레이다처럼 레이다 전파 송신을 하지 않는다. 수신기로만 구성된다.
- 탐지거리: 기본 600 km, 최대 1,000 km
- 추적거리: 200 km
- 사용국가: 러시아, 우크라이나, 이란, 이라크, 파키스탄, 중국, 대한민국[3]

## 같이 보기
- 베라 레이다
- 지향성에너지 무기
- 1998년 한러 외교관 맞추방 사건